# (8576) 1996 VN8
A (8576) 1996 VN8 a Naprendszer kisbolygóövében található aszteroida. Ueda Szeidzsi és Kaneda Hirosi fedezte fel 1996. november 7-én.